# آیندگان و روندگان
آیندگان و روندگان سومین جلد از مجموعه چهارجلدی تاریخ شفاهی ایران در عصر پهلوی دوم است که دربرگیرنده خاطرات  داریوش همایون، از فعالان سیاسی رژیم پهلوی با سمت‌هایی همچون وزیر اطلاعات و جهانگردی، دبیر حزب مشروطه ایران و بنیانگذار روزنامه آیندگان است. گفتگو با داریوش همایون در سال ۱۳۸۷ در ژنو سوئیس انجام شده‌است.این کتاب به کوشش حسین دهباشی و توسط سازمان اسناد و کتابخانه ملی جمهوری اسلامی ایران به چاپ رسیده‌است.

## خلاصه کتاب
گفتگو با داریوش همایون در سال ۱۳۸۷ در ژنو سوئیس، روایت دست اولی از مشاهدات وی در مباحثی همچون تحولات دوره رضاشاه، نهضت ملی نفت و نخست وزیری  محمد مصدق، کودتای ۲۸ مرداد، تشکیل و حضور در احزاب سیاسی، فعالیت‌های روزنامه‌نگاری تأسیس سندیکای نویسندگان و خبرنگاران، دربار سلطنتی و حواشی آن، تأسیس احزاب رستاخیز و سومکا، وزارت اطلاعات و جهانگردی روزهای انقلاب و فروپاشی حکومت پادشاهی و... است. پروژه تاریخ شفاهی ایران در عصر پهلوی دوم، مجموعه‌ای از ده‌ها گفتگوی پژوهشی با تصمیم سازان و بازیگران اصلی عصر پهلوی دوم است که پس از حدود ۱۴ سال پیگیری و در خلال صدها ساعت مصاحبه صوتی و تصویری و گردآوری هزاران سند تاریخی انجام شده‌است.
داریوش همایون (۱۳۰۷ تهران- ۱۳۸۹ ژنو)، دوره‌ای متنوع و طولانی از فعالیت سیاسی از جمله عضویت در حزب پان ایرانیسم، حزب ملت ایران ملت، حزب سوسیالیست ملی کارگران (سومکا) و قائم مقامی حزب رستاخیز را در کارنامه خود دارد. وی همچنین سردبیری سرویس خارجی روزنامه اطلاعات و تأسیس روزنامه آیندگان و سمت وزیر اطلاعات و جهانگردی را در سوابق خود دارد.

## دربارهٔ کتاب
بنابر قواعد علمی تاریخ شفاهی، این اثر به جز چند عبارت محدود و مختصر که جای خالی آن مشخص شده و حذف آن ناگزیر بوده، متن کامل و بدون دخل و تصرف در گفتگوهای انجام شده‌است. متن کتاب در ۴ سطح مختلف گویاسازی شده‌است. این چهار سطح عبارتند از:
۱- واژگان و عبارات غیر فارسی نیازمند توضیح
۲- اصطلاحات تخصصی و فنی مربوط به علوم طبیعی، اقتصادی، نظامی و سیاسی و ...
۳- رویدادها، رخدادها و حوادث تاریخی و اجتماعی
۴- مدعاها و خطاهای آشکار تاریخی
در هریک از این موارد، به منابع و مراجع دست اول نظیر فرهنگنامه‌ها و دانشنامه‌های تخصصی، اسناد و مدارک تاریخی و آرشیوهای تخصصی تاریخ معاصر رجوع شده‌است. در مواردی نیز با توجه به اهمیت تاریخی موضوعات، از طریق مکاتبه یا مراجعه حضوری نظر افراد یا نزدیکان فرد مورد بحث یا شاهدان تاریخی اتفاقات دربارهٔ مدعیات فرد مصاحبه شونده پرسیده و در پاورقی‌ها با ذکر دقیق نام و مشخصات گنجاده شده‌است. اسناد تاریخی مانند نامه‌ها، اخبار جراید و تصاویر نیز با همین روال در بخش ضمایم آورده شده‌است.
کتاب از صفحه ۳۸۸ الی ۴۴۰ به تصاویر اسناد مختلف از نامبرده و از صفحه ۴۴۵ الی ۴۶۴ به بیست تصویر وی اختصاص یافته و فاقد نمایه است.
مجموعه پژوهش‌هایی همچون پروژه تاریخ شفاهی ایران در عصر پهلوی دوم را می‌توان پاره‌ای از فرهنگ اسلامی و ایرانی در طول تاریخ دانست که در آن نه تنها سخنان مخالفان همواره شنیده شده بلکه به گونه‌ای در تاریخ نیز مانده‌است. در این میراث درخشان اسلامی، حق داوری به جای گزینش‌گران به رهگذران و مخاطبان تاریخ سپرده شده‌است تا آنان سره‌ها را از ناسره‌ها جدا سازند. پس این سنت‌ها و عبرت‌های تاریخی‌اند که نقدها را عیار می‌گیرند نه واهمه از نقل‌ها و روایت‌های تاریخی بر این پایه.
«برجستگی کتاب «آیندگان و روندگان» دست‌نخوردگی متن مصاحبه به مثابه یک سند است. اگر در متن کتاب دقت کرده باشید حتی برخی حالات طرف مصاحبه شونده در کروشه آورده شده‌است. چرا جزئیات صورت و حالات فرد مصاحبه شونده در کتاب نقل شده؟ برای این‌که بر اساس یک قاعده‌ای که در جهان خارج از ایران مرسوم است و به موضوع نگاه می‌کنند می‌گویند اگر شما این متن تصویری یا متن صوتی را تبدیل به متن مکتوب می‌کنید تا حد ممکن حالات بیانی و چهره طرف را هم در متن نیز منعکس کنید. اما تاکنون در تاریخ‌شفاهی ما این کارها انجام نشده است. مصاحبه شونده یک گفتگو را به یک متن فاخر تبدیل می‌کرد. نکته دیگر این‌که تواتری در کتاب به این دلیل آمده که ما بخش دیگری از زندگی مصاحبه‌شونده را یک آئینه کردیم و در کنار متن اصلی قرار دادیم. نکته سوم، برای این‌که در واقع ما منفعلانه از کنار متن عبور نکرده باشیم آمدیم در حواشی بسیار صریح توضیح دادیم. ضمن این‌که بنا بر این نبوده که ما در حواشی افشاگری یا به کسی اهانت کنیم. قرار بوده که در حواشی نکاتی اضافه شود که دربارهٔ متن توضیحاتی دهد یا اگر کسی به جایی تعرضی کرده و حرفی را گفته که از جنس اتهام بوده به آن‌ها در حاشیه با تکیه بر یک منبعی پاسخ داده شده‌است. به عبارتی ما با شواهد دیگر اتهام و تعرض‌ها را پاسخ داده‌ایم. در واقع قصد ما از استناد به منابع، شعور و ارزش قائل‌شدن برای خواننده است که اگر در توضیح مطلبی دچار اشتباه شدیم خواننده با مراجعه به منبع مشخص شده به درستی یا نادرستی اظهارات مصاحبه‌شونده پی ببرد. باید یادآوری کنم متن‌هایی که به سوی افشاگری می‌روند در کمترین سطح اثرگذاری هستند زیرا اسیر تبلیغات روزمره می‌شوند و این اسیرشدن در بند تبلیغات روزمره برای لذت بردن جمعی کافی است و برای تبانی کردن یک جمع دیگر وافی است. در ته ماجرا از این دست پژوهش‌ها معرفت تاریخی حاصل نمی‌شود»

## بخش‌هایی از کتاب
در بخشی از این کتاب آمده‌است: «تلویزیون روشن بود، ناگهان گفتند که شاه پیامی دارد و شاه ظاهر شد و درهم و شکسته و با لکنت زبان و روحیه‌ای بسیار خراب و به حال نیمه‌گریه و یک نطقی هم خواند که سراپا التماس و درخواست و آنجا هم گفت که «من پیام انقلاب شما را شنیدم» و بگذارید خلاصه من خودم رهبر انقلاب باشم. اجازه بدهید، تمنا می‌کنم. همه‌اش التماس بود و بعد حکومت نظامی را اعلام کرد ولی باز گفت نترسید این هیچ کاری نمی‌کند، هیچ وحشتی نداشته باشید. خب چرا حکومت نظامی می‌دهید؟ و ما هم متحیر، نمی‌دانستیم چه بگوییم. واقعاً نمی‌دانستیم چه بگوییم. بهت زده شده بودیم... می‌دیدم این‌ها با اراده آزاد، به میل و هوای دل خودشان به قول سعدی، دارند نابود می‌کنند خودشان را و خیال می‌کنند که با این کارها می‌شود جلوی این انقلاب را گرفت.»